# محمد بن هارون سرخسی
محمد بن هارون سرخسی، از مشاهیر سرخسی است. محمد، اوایل پیشهٔ دوزندگی داشت. با رویدادهایی که در زندگی‌اش پیش آمد شیوهٔ عیاری در پیش گرفت و در اندک زمانی پرآوازه گشت. با نیرومند شدن «رافع بن هرثمه» در خراسان به او پیوست ولی با کشته شدن رافع، بسان دیگر سپاهیانش به سویی پراکند شد در حالی که ۴۰۰۰ غلام گرد او آمده بودند و او آنها را رهبری و سراداری می‌کرد.
با به‌سامان شدن روزگار سامانیان محمد بن هارون پیروی امیر اسماعیل سامانی را پذیرفت و چون با سرزمین تبرستان آشنا بود، از سوی امیر اسماعیل به تبرستان گسیل شد و محمد بن زید داعی را شکست داد و بدین‌گونه در سال ۲۸۷ هجری قمری فرمانروای تبرستان شد. دیر نپایید که محمد بن هارون بر اسماعیل سامانی شورید و در جنگی که میان او یکی از سرداران امیر سامانی به نام «بارس الکبیر» به رخ داد در سال ۲۸۸ هـ‌ق از پای در آمده به بخارا فرستاده و به فرمان امیر اسماعیل سامانی به جرم خیانت کشته شد.